# Lisbon Challenger 1987
Il Lisbon Challenger 1987 è stato un torneo di tennis facente parte della categoria ATP Challenger Series nell'ambito dell'ATP Challenger Series 1987. Il torneo si è giocato a Lisbona in Portogallo dal 20 al 26 aprile 1987 su campi in terra rossa.

## Vincitori

### Singolare
Carlos Di Laura ha battuto in finale  Jesús Colás con il punteggio di 6–1, 6–3

### Doppio
Mark Dickson /  Magnus Tideman hanno battuto in finale  José López Maeso /  Alberto Tous con il punteggio di 6–2, 6–4